# Store und Lille Guldhøj

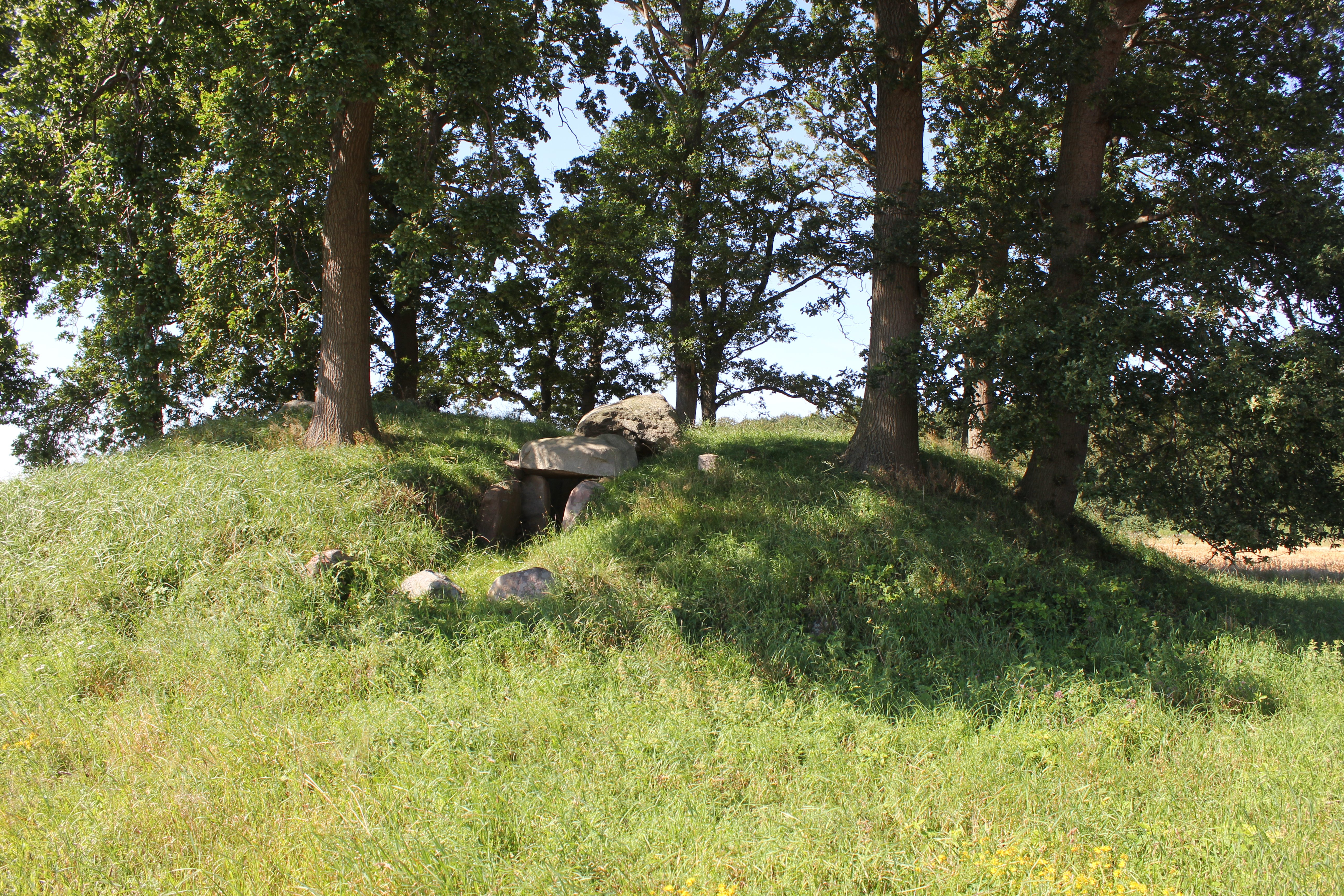
Store Guldhøj, Blick vom Lille Guldhøj auf den Zugang

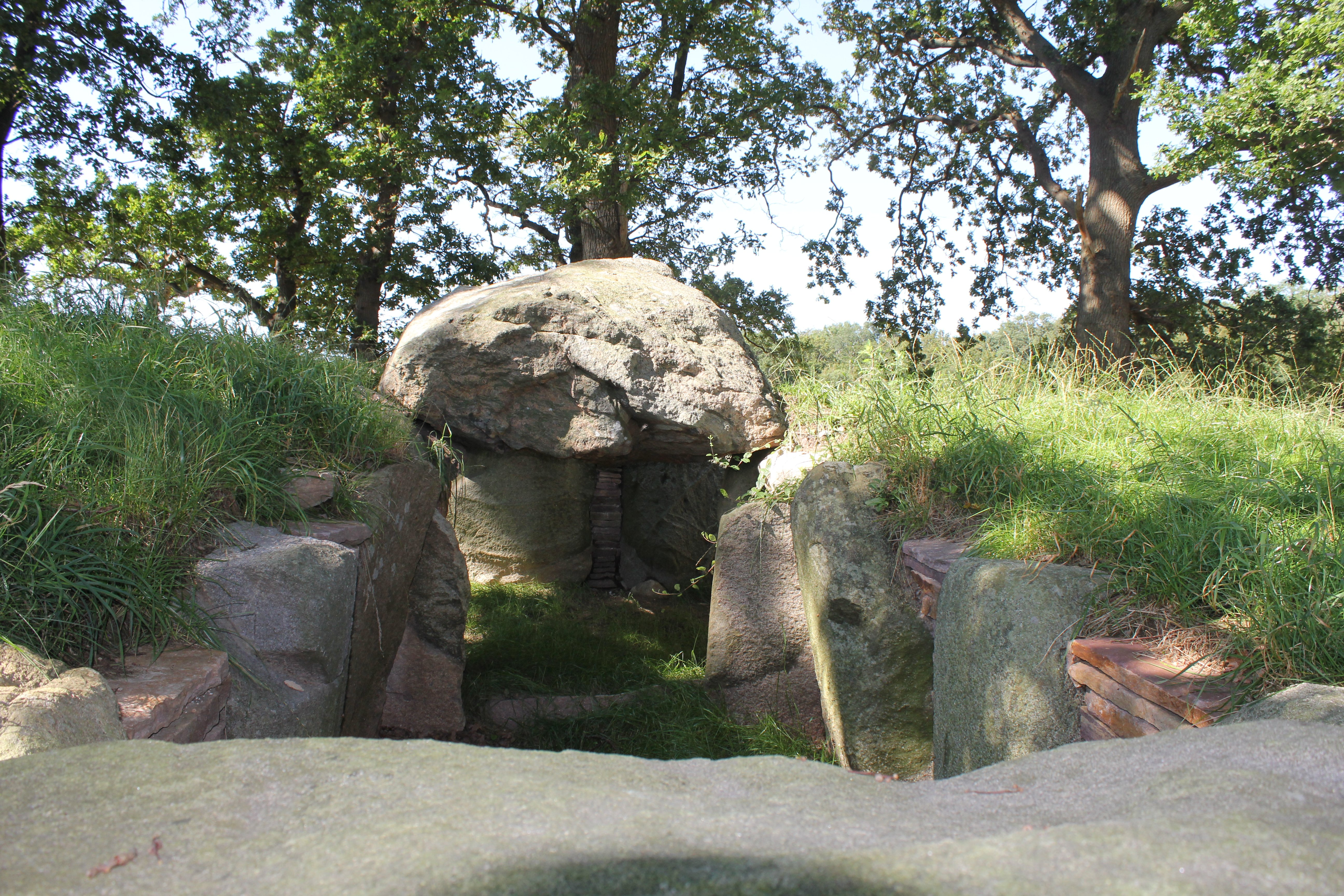
Store Guldhøj

Der Store und Lille Guldhøj (deutsch großer und kleiner Goldhügel) sind zwei etwa 150 m voneinander entfernte Ganggräber bei Kettinge, westlich der Anlagen im Frejlev Skov (Wald) auf der dänischen Insel Lolland. Die Vorzeitdenkmäler sind Anlagen der Trichterbecherkultur (TBK), die zwischen 3500 und 2800 v. Chr. entstanden. Das Ganggrab ist eine Bauform jungsteinzeitlicher Megalithanlagen, die aus einer Kammer und einem baulich abgesetzten, lateralen Gang besteht. Diese Form ist primär in Dänemark, Deutschland und Skandinavien, sowie vereinzelt in Frankreich und den Niederlanden zu finden. 

## Store Guldhøj
Der Store Guldhøj (Lage) ist ein etwa 2,8 m hoher und 30 m langer Erdhügel, dessen Randsteine, abgesehen von der schlecht erhaltenen Ostseite der Hügels, vorhanden sind. Die West-Ost orientierte trapezoide Kammer hat eine Länge von etwa 9,75 m und Breiten im Westen von etwa 2,35 und im Osten von 1,8 m. Erhalten sind 16 große Tragsteine mit Abmessungen bis zu 1,5 m und Trockenmauerwerk zwischen den Steinen der Kammer. Zwei mächtige Decksteine liegen auf. Vom nach Süden weisenden, etwa 9,0 m langen Gang sind einige Tragsteine und ein aufliegender Deckstein erhalten. 

## Lille Guldhøj

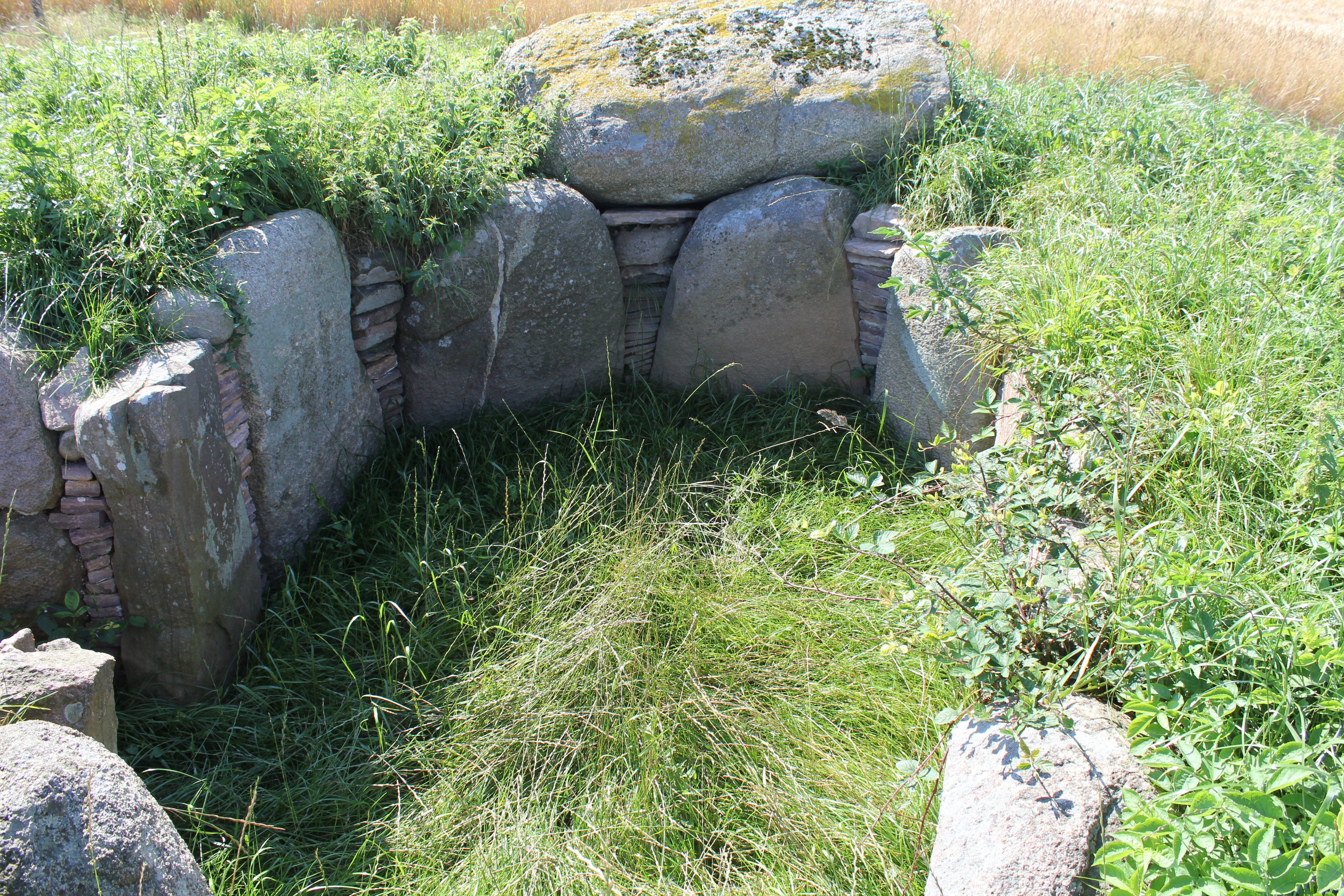
Lille Guldhøj

Der Lille Guldhøj (Lage) ist ein etwa 1,5 m hoher und 17 m langer Erdhügel, dessen Randsteine nur partiell vorhanden sind. Die West-Ost-orientierte trapezoide bis ovale Kammer hat eine Länge von etwa 3,5 m und Breiten im Westen von etwa 2,0 und im Osten von 1,75 m. Ein Deckstein der 0,8 bis 1,0 m hohen Kammer liegt auf dem Hügel. Erhalten sind 10 große Tragsteine und Trockenmauerwerk zwischen den Steinen der Kammer und des Ganges. Vom nach Süden weisenden, etwa 5,0 m langen Gang sind einige Tragsteine erhalten.